# Neurocybernetyka
Neurocybernetyka – dział biocybernetyki, zajmujący się analizą i modelowaniem procesów przetwarzania informacji i sterowania w układach nerwowych zwierząt i człowieka. Główne kierunki prac to m.in.:
- ustalenie i opis matematyczny własności neuronu,
- analiza percepcji,
- badanie i modelowanie procesów uczenia się,
- badanie sieci neuronowych i hierarchicznej organizacji układu nerwowego,
- analiza systemów sterowania układu ruchu.

Dziedzina ta powstała dzięki osiągnięciom twórcy cybernetyki, Norberta Wienera, oraz znacznemu postępowi w dziedzinie neurologii i neurofizjologii.